# Rišvand
Rišvand (Rašvand), jedno od kurdskih plemena iz Irana, koji su prema Hyacinth Louis Rabinu, britanskom konzulu u Raštu, živjelo isprva kao dio plemena Baban u Sulejmaniji, odakle ih je šah Abas I. preselio u Gilan. Otuda ih kasnije tjeraju pripadnici plemena Amarlu, koji dolaze u Gilan iz sjeverozapadne Perzije. Glavnina Rišvanda danas živi u Kazvinskoj pokrajini, zajedno s plemenima Giatvand, Kakavand i Mafi.

## Vanjske poveznice
- [neaktivna poveznica]